# Ronde van Lombardije 1933
De Ronde van Lombardije 1933 was de 29e editie van deze eendaagse Italiaanse wielerwedstrijd, en werd verreden op zondag 15 oktober 1933. Het parcours leidde van Milaan naar Milaan en ging over een afstand van 230 kilometer. De Italiaan Domenico Piemontesi won de sprint a deux. 

## Uitslag
| Ronde van Lombardije 1933 |                     |                           |          |
| Plaats                    | Naam                | Ploeg                     | Tijd     |
| Winnaar                   | Domenico Piemontesi | Génial Lucifer-Hutchinson | 7u02'44" |
| 2                         | Luigi Barral        | Olympia                   | z.t.     |
| 3                         | Pietro Rimoldi      | Bianchi-Pirelli           | +6'00"   |
| 4                         | Nino Sella          | Olympia                   | z.t.     |
| 5                         | Bernardo Rogora     | Gloria                    | +6'20"   |
| 6                         | Mario Cipriani      | Ganna                     | z.t.     |
| 7                         | Giovanni Cazzulani  |                           | z.t.     |
| 8                         | Giovanni Firpo      | Gloria                    | z.t.     |
| 9                         | Antonio Fraccaroli  | Bestetti-D'Alessandro     | +11'00"  |
| 10                        | Renato Scorticati   |                           | z.t.     |

1905 · 1906 · 1907 · 1908 · 1909 · 1910 · 1911 · 1912 · 1913 · 1914 · 1915 · 1916 · 1917 · 1918 · 1919 · 1920 · 1921 · 1922 · 1923 · 1924 · 1925 · 1926 · 1927 · 1928 · 1929 · 1930 · 1931 · 1932 · 1933 · 1934 · 1935 · 1936 · 1937 · 1938 · 1939 · 1940 · 1941 · 1942 · 1943 · 1944 · 1945 · 1946 · 1947 · 1948 · 1949 · 1950 · 1951 · 1952 · 1953 · 1954 · 1955 · 1956 · 1957 · 1958 · 1959 · 1960 · 1961 · 1962 · 1963 · 1964 · 1965 · 1966 · 1967 · 1968 · 1969 · 1970 · 1971 · 1972 · 1973 · 1974 · 1975 · 1976 · 1977 · 1978 · 1979 · 1980 · 1981 · 1982 · 1983 · 1984 · 1985 · 1986 · 1987 · 1988 · 1989 · 1990 · 1991 · 1992 · 1993 · 1994 · 1995 · 1996 · 1997 · 1998 · 1999 · 2000 · 2001 · 2002 · 2003 · 2004 · 2005 · 2006 · 2007 · 2008 · 2009 · 2010 · 2011 · 2012 · 2013 · 2014 · 2015 · 2016 · 2017 · 2018 · 2019 · 2020 · 2021 · 2022 · 2023 · 2024 · 2025